# مالكا لي
مالكا لي (بالإنجليزية: Malka Lee)‏ (4 يوليو 1904 - 22 مارس 1976)؛ كاتِبة وشاعرة أمريكية.